# Lee Seung-hoon
Lee Seung-hoon (Koreaans: 이승훈) (Seoel, 6 maart 1988) is een Zuid-Koreaans langebaanschaatser en shorttracker.

## Biografie
Lee studeerde lichamelijke opvoeding aan de Korea National Sport University in Seoel en begon in 1994 in navolging van zijn oudere zus te schaatsen.

### Shorttrack
Lee Seung-hoon begon zijn carrière als shorttracker. Op het wereldkampioenschap 2005 won hij zilver met de aflossingsploeg en werd hij vijfde in het klassement. Tijdens het WK shorttrack in 2008 won hij de 3000 meter superfinale en werd vierde in het algemeen klassement.

### Langebaan
Omdat hij zich niet plaatste voor het olympisch shorttracktoernooi schakelde hij over naar het langebaanschaatsen tijdens het olympisch seizoen 2009/2010 om zich zo te kunnen plaatsen voor de Winterspelen in Vancouver. Hij debuteerde in de Wereldbeker met een vierde plaats op de 5000 meter in de B-groep, maar hij verbeterde zich in dat seizoen. Hij verbeterde het Nationaal record op de 5000 meter verschillende malen. Samen met Lee Jong-woo en Choi Kwun-won kwalificeerde hij zich voor de ploegenachtervolging voor de Olympische Winterspelen 2010.
In januari 2010 won hij het WK kwalificatietoernooi voor de Aziatische landen en veroverde daarmee een startplaats voor zijn land op het WK Allround, deze plaats werd overigens niet ingenomen. Tijdens de Winterspelen won Lee de zilveren medaille op de 5000 meter, en goud op de 10.000 meter, doordat Sven Kramer na een foute wissel in de verkeerde baan finishte. Lee zette met zijn race in 12.58,55 een nieuw olympisch record neer. Op 8 februari 2014 zei Lee in een uitgezonden interview met Erben Wennemars dat hij gelooft dat deze medaille gegeven is door God.
In het seizoen 2010/2011 won hij zijn eerste wereldbekerwedstrijd in de A-groep, hij won in november de 5000 meter in Berlijn. Eind december won hij voor de tweede maal het WK kwalificatietoernooi voor de Aziatische landen en veroverde daarmee wederom een startplaats voor zijn land op het WK Allround.
Op de Olympische Spelen van 2014 werd hij twaalfde op de 5000 meter. Op de 10.000 meter was Kramer zijn directe opponent in de laatste race. Hij kon hem in de eerste rondes nog bijhouden, maar moest hem toch laten gaan. Hij eindigde als vierde, na achtereenvolgens Jorrit Bergsma, Kramer en Bob de Jong.
Op de Olympische Spelen van 2018 werd hij kampioen op de eerste Olympische massastart. Vier jaar later behaalde bij op ditzelfde onderdeel in Peking brons waarmee zijn totaal aantal medailles op zes uitkwam.
In juli 2019 werd hij door de Koreaanse schaatsbond voor een jaar geschorst, omdat hij twee jongere teamgenoten meerdere malen (in 2011, 2013 en 2016) heeft mishandeld.

## Persoonlijke records
| Afstand      | Tijd       | Datum            | Baan      |
| ------------ | ---------- | ---------------- | --------- |
| 500 meter    | 36,34      | 7 maart 2015     | Calgary   |
| 1000 meter   | 1.23,90    | 1 december 2001  | Seoel     |
| 1500 meter   | 1.44,83    | 3 december 2017  | Calgary   |
| 3000 meter   | 0 3.39,43  | 12 augustus 2012 | Calgary   |
| 5000 meter   | 0 6.07,04  | 10 november 2013 | Calgary   |
| 10.000 meter | 0 12.55,54 | 15 februari 2018 | Gangneung |

## Resultaten
| Jaar | CK Azië | WK Allround | WK Afstanden                                           | Olympische Spelen                                  |
| ---- | ------- | ----------- | ------------------------------------------------------ | -------------------------------------------------- |
| 2010 | Goud    |             |                                                        | 5000m · 10.000m · 5e achtervolging                 |
| 2011 | Goud    |             | 5000m · 4e 10.000m                                     |                                                    |
| 2012 | Goud    | NC15        | 7e achtervolging                                       |                                                    |
| 2013 | Goud    |             | 8e 5000m · 4e 10.000m · achtervolging                  |                                                    |
| 2014 |         |             |                                                        | 12e 5000m · 4e 10.000m · achtervolging             |
| 2015 |         | NC13        | 8e 5000m · 7e 10.000m · achtervolging · 12e massastart |                                                    |
| 2016 |         |             | 10e 10.000m · 5e achtervolging · massastart            |                                                    |
| 2017 |         |             | DNF achtervolging                                      |                                                    |
| 2018 |         |             |                                                        | 5e 5000m · 4e 10.000m · massastart · achtervolging |
|      |         |             |                                                        |                                                    |
| 2022 |         |             |                                                        | massastart · 6e achtervolging                      |
| 2023 |         |             | 4e massastart                                          |                                                    |
| 2024 |         |             | HF12 massastart                                        |                                                    |
| 2025 |         |             | massastart                                             |                                                    |

1924: Julius Skutnabb ·
1928: afgelast ·
1932: Irving Jaffee ·
1936: Ivar Ballangrud ·
1948: Åke Seyffarth ·
1952: Hjalmar Andersen ·
1956: Sigge Ericsson ·
1960: Knut Johannesen ·
1964: Jonny Nilsson ·
1968: Johnny Höglin ·
1972: Ard Schenk ·
1976: Piet Kleine ·
1980: Eric Heiden ·
1984: Igor Malkov ·
1988: Tomas Gustafson ·
1992: Bart Veldkamp ·
1994: Johann Olav Koss ·
1998: Gianni Romme ·
2002: Jochem Uytdehaage ·
2006: Bob de Jong ·
2010: Lee Seung-hoon ·
2014: Jorrit Bergsma ·
2018: Ted-Jan Bloemen ·
2022: Nils van der Poel
2018: Lee Seung-hoon ·
2022: Bart Swings